# Mercado Michoacán

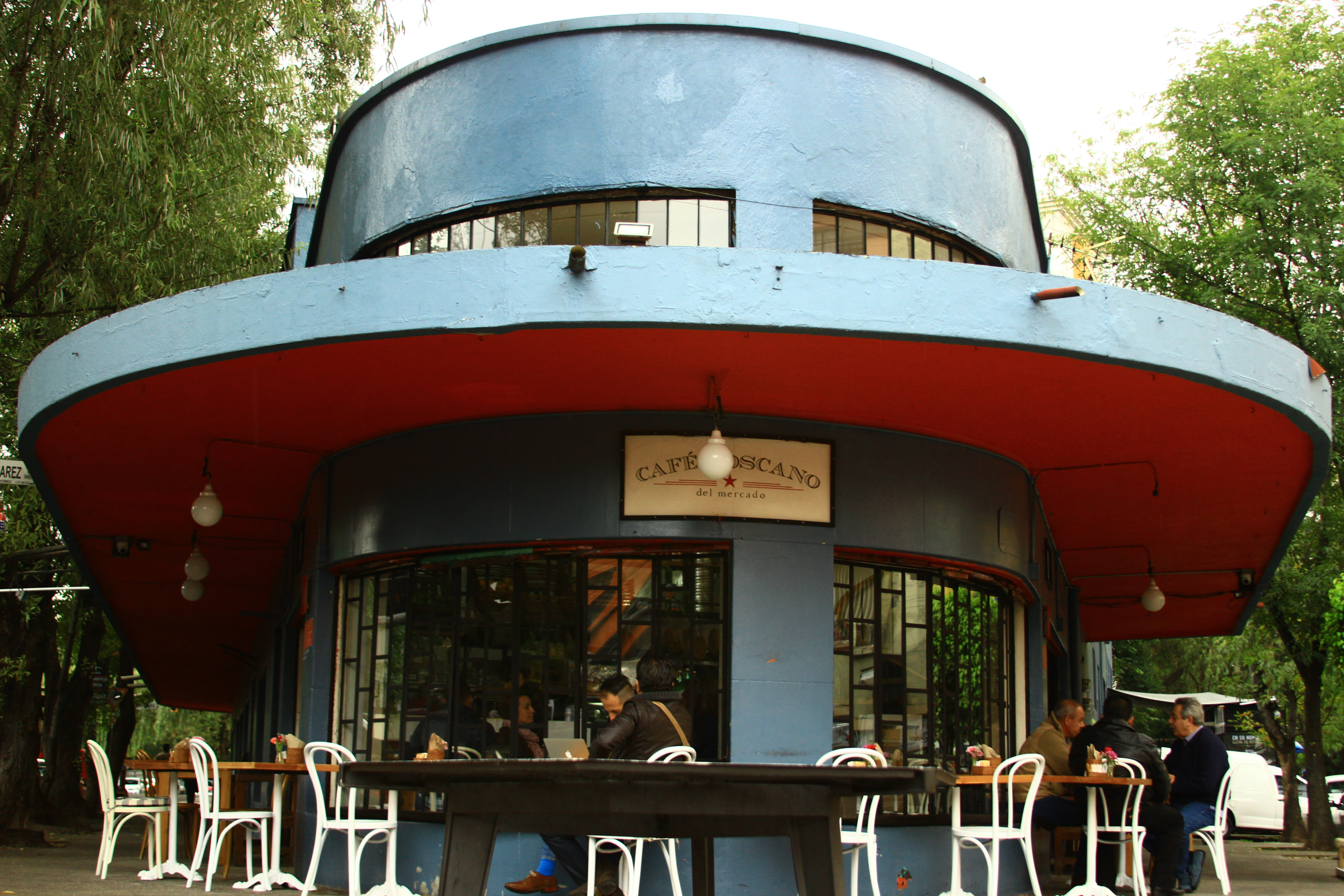
Café Toscano en la esquina poniente del Mercado Michoacán.

El Mercado Michoacán es un mercado tradicional de alimentos al por menor, ubicado en una de las zonas más prestigiosas de la Ciudad de México, la colonia Condesa. Se encuentra entre las calles Michoacán, Vicente Suárez y Tamaulipas, donde se localiza la intersección de tres colonias: Condesa, Hipódromo e Hipódromo Condesa. Es el único mercado que da servicio a esta área, además es considerado el «corazón de la Condesa».

## Historia y características

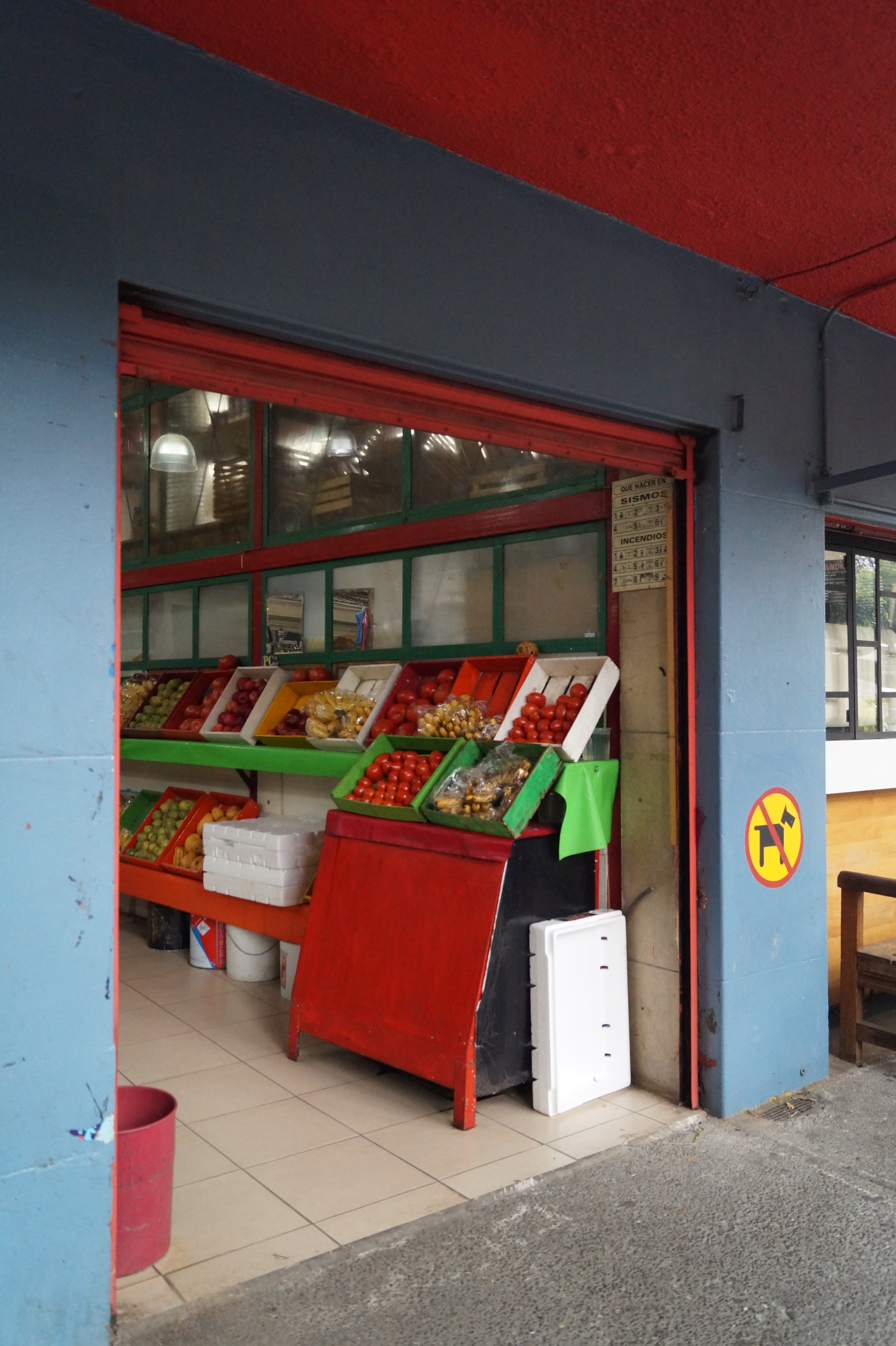
Entrada al Mercado Michoacán.

Tras la consolidación de las colonias Condesa, Hipódromo e Hipódromo Condesa se generó un residuo urbano (entre las calles Av. Tamaulipas y Av. Michoacán) en el que se erigió una construcción funcionalista de una sola planta. Dicha edificación se utilizó como bodega hasta el 4 de febrero de 1946 cuando se inauguró el Mercado número 51, también conocido como "Mercado Michoacán".
La construcción tiene un diseño funcional que fue popular en la primera mitad del siglo XX. Se consideró una construcción moderna y europea con ciertos elementos de diseño distintivos de la arquitectura tradicional mexicana, incluyendo el uso de acero y hormigón, muros ligeros, ausencia de ornamentación en el interior y el exterior y grandes ventanales.
La construcción abarca 360 metros cuadrados, casi la totalidad del lote, por lo que no cuenta con estacionamiento ni áreas verdes a excepción de algunos árboles que están cerca del edificio. Otros espacios son utilizados para almacenamiento, oficinas y otros fines. La mayor parte del interior del edificio está ocupada por los pasillos principales y secundarios. La luz interior es principalmente natural, procedente de los grandes ventanales. Sin embargo, el diseño del edificio impide la adecuada circulación de aire. 
Actualmente, las fachadas se encuentran adornadas con obras de los artistas Sam Flores y Saner —originarios de San Francisco, California y la Ciudad de México respectivamente—quienes en 2008 realizaron el decorado en una representación del «arte callejero». Saner declaró que estaba interesado en hacer el trabajo para aquellas personas que no suelen ir a las galerías de arte. Apolinar Molina, líder de los comerciantes del mercado, afirmó que la obra generó más ventas. La idea de añadir estas obras de arte surgió de Liliana Carpinteyro, Arturo Mizrahi y Christina Lourenco, creadores de un proyecto llamado El Laboratorio Urban & Arte Fashion Gallery.

## Comercios

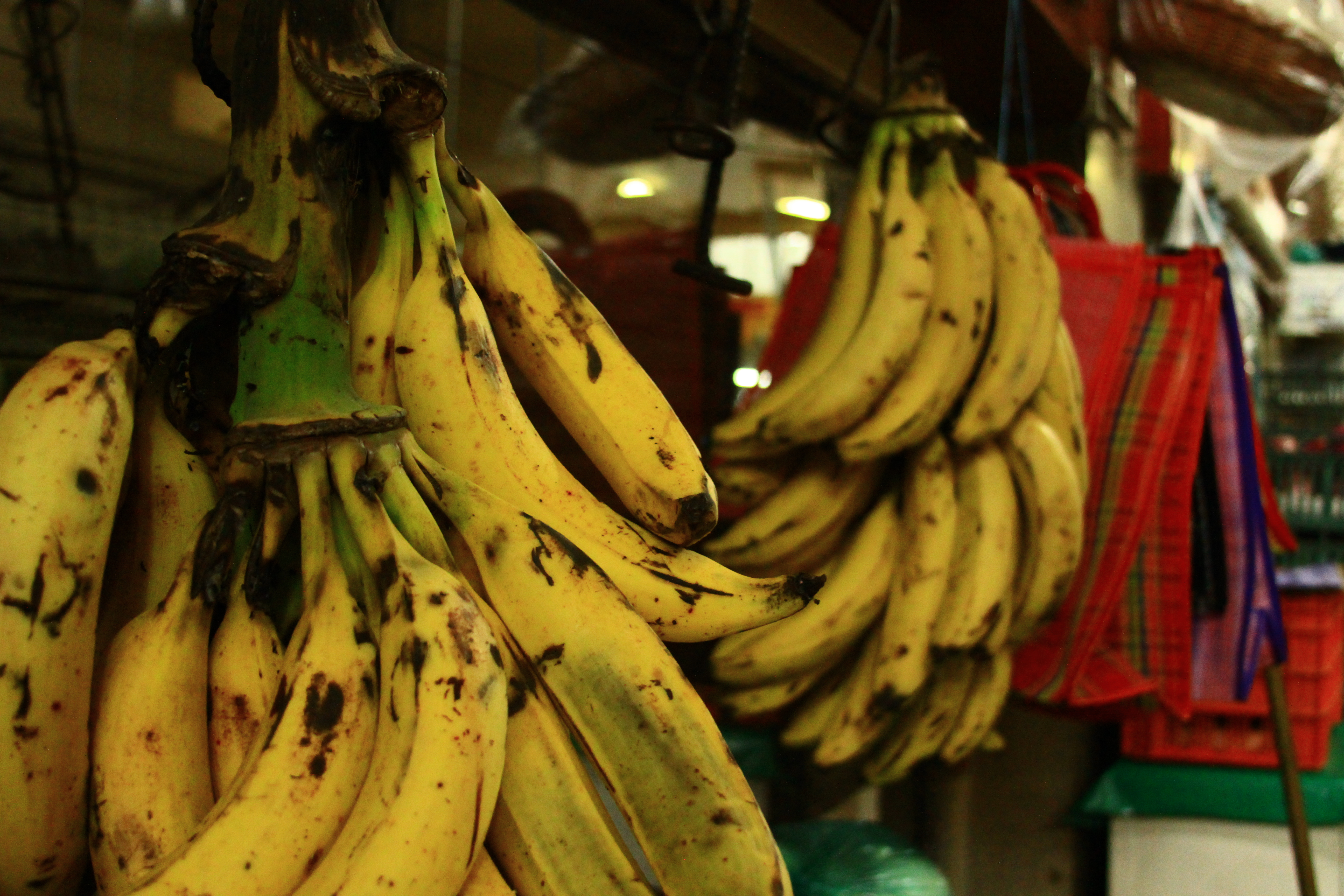
Pencas de plátanos colgados en el Mercado Michoacán.

Dentro del mercado se encuentran comercios variados, desde misceláneas hasta restaurantes diversos.
El mercado fue diseñado para vender productos alimenticios al por menor, aunque en décadas pasadas la mayoría de sus ventas estaban dirigidas a los restaurantes que se encuentran en el área, así como a los paseantes ocasionales. Sin embargo, en los últimos años los restaurantes cercanos ya no consumen bienes del mercado en grandes cantidades debido a convenios con otro tipo de proveedores. El resto de la clientela del mercado se compone de amas de casa que hacen la compra semanal y transeúntes que generalmente visitan los puestos de alimentos preparados. Los puestos del exterior, especialmente aquellos en su esquina más angosta, son en su mayoría de alimentos preparados y venden sobre todo comida callejera típica mexicana, lo que contrasta con los finos restaurantes y bares de las calles circundantes.
En el 2000, uno de los comercios más populares del Mercado Michoacán, el restaurante de comida argentina "El Zorzal", fue clausurado debido a que no se alineaba bien con los requisitos de usos ni la apariencia física del mercado.

## Controversias

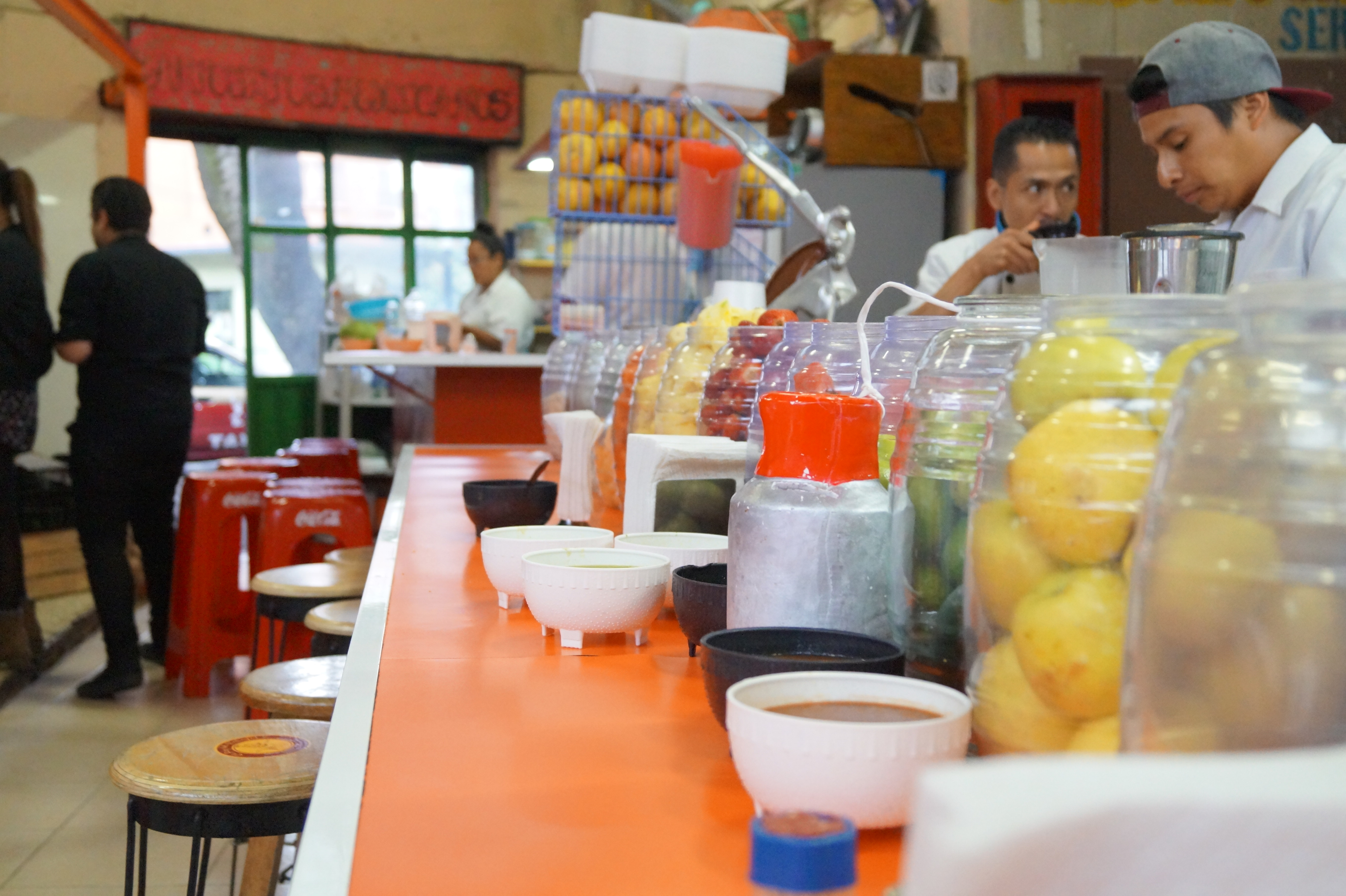
Variedad de frutos para la elaboración de jugos en el Mercado Michoacán.

En diciembre de 1998, el periódico La Jornada dio a conocer que el arquitecto Jaime Armando Pérez Mejía, supuesto representante de la Asociación de Propietarios y Residentes de las colonias Condesa, Hipódromo e Hipódromo Condesa, había presentado un proyecto para reemplazar el Mercado Michoacán por un estacionamiento y una plaza comercial.
El proyecto fue rechazado por la inconformidad de los locatarios y las aproximadamente ochenta familias de la zona que dependen del mercado.